# ESME 수드리아

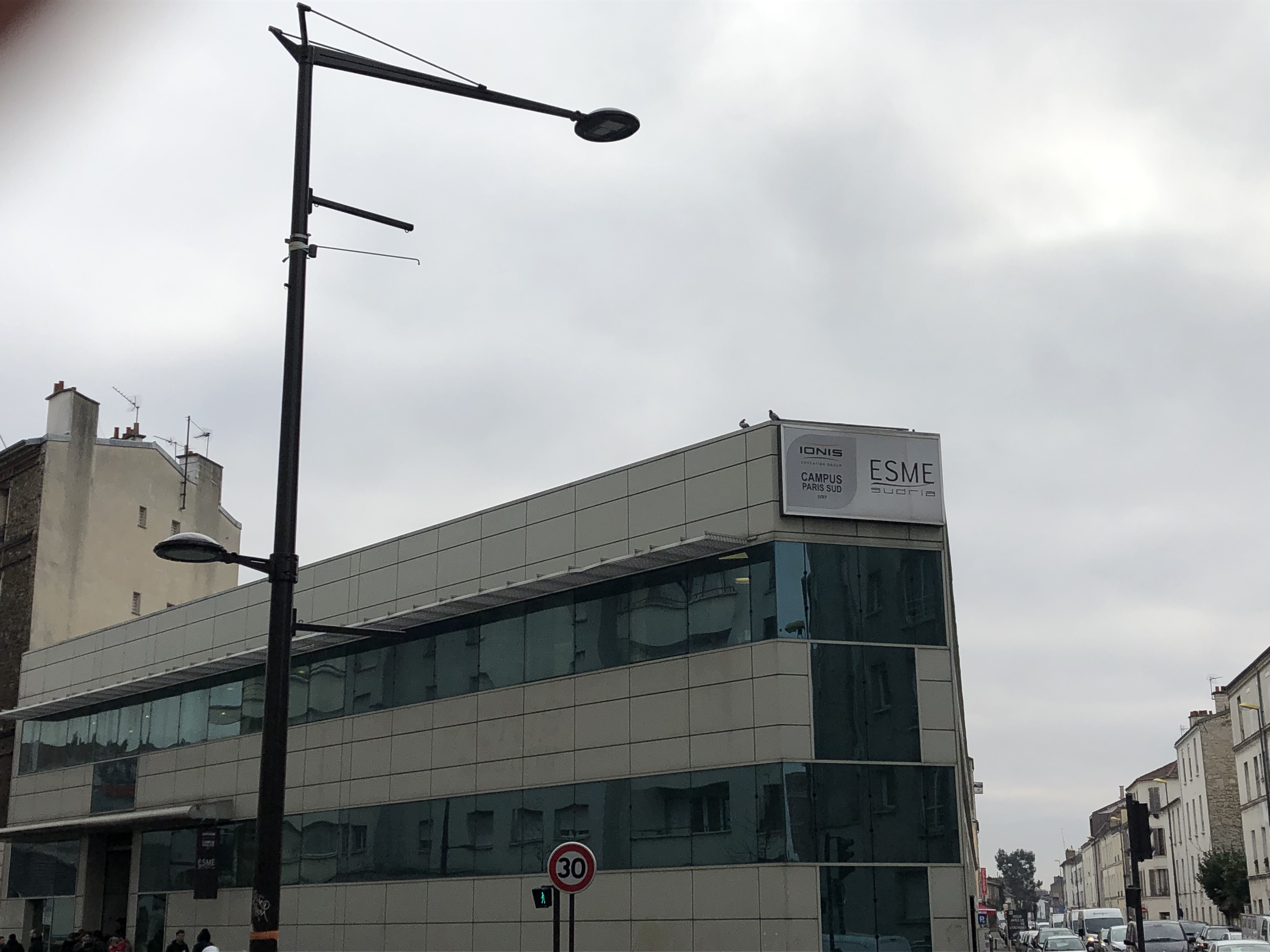

ESME 수드리아(프랑스어: École Spéciale de Mécanique et d'Électricité)는 프랑스 대학 수준의 기관 그랑데콜로 공학 분야이다.